# Teletín
Teletín es la mascota de la Teletón chilena. Está inspirado en el logotipo de la campaña solidaria, consistente en un huevo de rojo

## Historia
La creación de este personaje se realizó en la Teletón 2002, donde se presenta a un personaje redondo, y que incentiva a los televidentes a ayudar a la causa, siendo dirigido principalmente al público infantil.
Desde entonces, Teletín ha sido de suma relevancia en los eventos de la Teletón, sobre todo por sus apariciones en múltiples campañas publicitarias, como el concurso de pintura de Pepsodent realizado en la Teletón 2002, donde el personaje era el principal símbolo. También es frecuente ver a Teletín en los envases de los auspiciadores del evento junto con el logo de la campaña.